# 신창동 (광주)
신창동(新昌洞)은 광주광역시 광산구의 행정동이자 법정동이다. 광주 신창동 유적이 있다.

## 연혁
- 1935년 10월 1일 전라남도 광산군 비아면으로 개칭
- 1985년 10월 1일 광산군 비아면 신가출장소 설치
- 1995년 1월 1일 광주광역시 광산구 비아출장소 신가지소로 개칭
- 1997년 7월 1일 비아동에서 비아동, 신가동으로 분동
- 2009년 9월 1일 신가동에서 신가동, 신창동으로 분동

## 마을 유래
- 신기(新起)
  - 신기마을은 산동교가 있는 신창동 가구의 거리 뒤편에 있는 마을이다. 민가는 거의 남아있지 않고 공장, 교회 등 상업시설이 점유하고 있어 자연마을의 모습은 찾아보기 어렵다. 극락강변에 위치해 ‘강변마을’로 불렸으나, 1965년 반촌으로부터 분리되며 단독마을이 형성되자 ‘신기’라는 이름이 붙여졌다. 하지만 1959년 자료에 ‘새로 생긴 신기(新基)마을이 있다’는 기록이 있다. 다른 마을인지, 단순 오기인지, 아니면 나중에 바뀐 것인지 알 수 없으나 현재는 일어나다는 의미의 기(起)를 사용하고 있다. 인동 장씨, 김해 김씨, 영광 정씨가 살았다. 1통이 신기마을 지역이다.
- 신촌(新村)·구촌(舊村)
  - 이름처럼 1978년 취락 개선사업이 시행되며 생긴 마을이다. 보건대학교 북쪽에 있는데, 원룸과 상가 등이 들어섰다. 신창1제가 생기며 주택이 거의 없어졌다. ‘구촌’은 신창동 일대에서 가장 먼저 형성되었으나 돌림병이 돌아 매결, 반촌으로 옮겨갔다는 이야기가 전해진다. 최근 발간된 구사에는 ‘과거에 모촌(暮村)이라 했다는 기록이 있으나 확실치 않다’고 명시하고 있다. 매결마을 동쪽, 광주보건대학교 남쪽 산 아래 있었으나 아파트 단지가 들어서며 마을의 모습은 사라졌다. 신촌마을은 2통, 구촌마을은 4통이다.
- 반월(半月)
  - 고려 때 ‘온수동’이란 마을이었지만 임진왜란 때 폐허가 되었다. 1977년 취락구조 개선사업으로 인근 반촌, 산월마을에서 주민 일부가 옮겨오며 마을이 형성되었다. 처음에는 반월(班月)이라 하였는데, 이후에 ‘마을형태가 반달 같다’고 하여 반월(半月)이라 부르게 되었다. 당시 전 호가 태양열 주택으로 건립되었다. 국가 사적지로 지정된 신창동 유적지가 인근에 있는데 마을 뒤로 서울로 가는 옛 길이 있었다. 반월에 최초로 이주했다는 정삼수 노인회장의 증언에 따르면 어린 시절 땅을 파면 숯 덩어리, 기와 등이 나왔다고 한다.
- 반촌(班村)
  - 1600년대 처음 입향한 거제 반씨 성을 따라 반촌(潘村)이라 했으며, 1914년 판촌(板村)으로 고쳤다가 다시 반촌(班村)으로 개칭했다. 병자호란 후 진주 정씨가 들어오며 마을이 번창했다. 광주보건대학교가 위치한 산이 황우등(黃牛嶝)인데 마치 황소가 물을 먹고 있는 형국이라 하여 붙은 이름이다. 개량주택이 많지만 아직 한옥도 몇 채 남아 있고, 보호수로 지정된 느티나무도 모정 옆에 있어 자연마을의 모습이 그나마 남아 있지만, 아파트 단지가 신축되면서 변화하고 있다. 1982년 보호수로 지정된 느티나무가 모정 옆에 있다. 지정 당시 수령이 220년이었다. 신창동 3통이 반촌마을이다.
- 매결(梅結)
  - 마을 앞에 매화나무가 있어 매결이라 한다는 설, 마을 모습이 흡사 매화가 열매를 맺은 것과 같다 하여 붙여진 이름이라는 설이 있다. 일명 ‘모신(暮新)’이라고도 한다는 옛 군지의 기록이 있다. 신창 지역에서 으뜸가는 큰 마을이었으며 동쪽에 원지통이라는 골짜기가 있었고, 큰 수원지가 있었다고 한다. 마을은 위아래로 구분되어 ‘우데미’, ‘아래데미’로 나눴으며, 신창2제는 과거 매결제, 탄동제라고 불렀다. 조선 문종 때 홍문관 교리를 지낸 청안 이씨 이존신이 개촌하고 이어 김해 김씨, 여양 진씨가 입촌했다. 지금은 마을 옆으로 아파트 단지와 원룸촌이 들어섰고, 마을 가장자리에 있는 주택은 상가시설로 바뀌고 있다. 매결마을은 4통이다.

## 교육
- 신창초등학교
- 수문초등학교
- 신가중학교
- 신창중학교
- 진흥중학교
- 전남공업고등학교
- 진흥고등학교
- 광주용연학교
- 광주보건대학교
- 광주광역시교육청 광주교육지원센터

## 아파트
| 단지명                    | 건설사                        | 시행사         | 주소                          | 입주        | 비고                            |
| ------------------------- | ----------------------------- | -------------- | ----------------------------- | ----------- | ------------------------------- |
| 신창지구 도시공사         | 모아건설산업㈜ 대지개발진흥㈜ | 광주도시공사   | 광산구 왕버들로252번길 46     | 2005년 12월 | 공공임대                        |
| 신창 남양휴튼             | 남양건설                      | 남양주택산업㈜ | 광산구 신창로131번길 10 (1차) | 2007년 5월  |                                 |
| 신창 남양휴튼             | 남양건설                      | 남양주택산업㈜ | 광산구 신창로71번길 17 (2차)  | 2007년 5월  |                                 |
| 신가지구 삼능             | 삼능주택㈜                    | ㈜삼능건설     | 광산구 신창로 20              | 2003년 6월  |                                 |
| 풍영리버빌                | ㈜동광주택산업                | ㈜부영         | 광산구 수등로 287             | 2001년 5월  | '신가지구 부영'에서 단지명 변경 |
| 신창부영 1차              | ㈜부영                        | ㈜부영         | 광산구 장신로265번길 22       | 2005년 1월  |                                 |
| 신창부영 2차              | ㈜부영                        | ㈜부영         | 광산구 신창로71번길 33        | 2005년 9월  |                                 |
| 신창지구 사랑으로부영 3차 | ㈜동광주택산업                | ㈜부영         | 광산구 신창로161번길 34       | 2006년 8월  |                                 |
| 신창부영 5차              | ㈜동광주택산업                | ㈜부영         | 광산구 신창로71번길 16        | 2006년 11월 |                                 |
| 신창지구 호반베르디움 3차 | 호반건설산업㈜                | 리젠시빌㈜     | 광산구 신창로161번길 19       | 2005년 6월  |                                 |
| 신창지구 호반베르디움 5차 | 리젠시빌㈜                    | 리젠시빌㈜     | 광산구 왕버들로251번길 27     | 2005년 11월 |                                 |